# 錢灝
錢灝（1444年—？），字景宗，南京留守後衛人，官籍，明朝政治人物。

## 生平
成化二十二年（1486年）丙午科應天府鄉試第七十一名舉人。成化二十三年（1487年）中式丁未科會試第二百十三名，三甲第二百二十九名進士。歷官南京禮部郎中，弘治十五年（1502年）二月升江西右參議，改廣西右參議，正德三年（1508年）正月考察去職。

## 家族
曾祖錢真一；祖父錢福觀；父錢貴，母楊氏<。永感下ref>龚延明主编. . 宁波: 宁波出版社. 2016. ISBN 978-7-5526-2320-8. 《天一閣藏明代科舉錄選刊.登科錄》之《成化二十三年進士登科錄》</ref>。